# Grégory Lessort
Grégory Lessort, né le 15 janvier 1985 à Fort-de-France, est un joueur français de basket-ball professionnel évoluant principalement aux postes d'ailier fort et de pivot. Il peut se décaler sur le poste d'ailier.

## Biographie
Originaire du Morne-Vert, Grégory Lessort commence sa carrière professionnelle à Olympique d'Antibes Juan-les-Pins (10 matchs en 2005-2006) avant de rejoindre la Suisse au sein du club de Basket Club Boncourt. Il joue cinq matchs de coupe d'Europe.
Il rejoint ensuite le club d'ALM Évreux Basket en Pro B en devenant la doublure de James Mathis. Il y joue deux saisons.
Il rejoint ensuite le club de GET Vosges en NM1 afin de gagner du temps jeu pour devenir au fil des mois un joueur essentiel de l'effectif d'Olivier Hirsch.
Cette saison en NM1 lui permet de retrouver la Pro B et l'UJAP Quimper sous les ordres d'Olivier Cousin où il s'engage pour 2 années. Il en est le capitaine durant sa deuxième saison.
Il rejoint ensuite la JA Vichy de Fabien Romeyer devenant le pilier de la défense thermale, la meilleure de la division depuis 2 ans. Il figure d'ailleurs dans le Top 5 des meilleurs défenseurs des trophée SNB-Catch and Shoot.
Le 28 mai 2014, il prolonge deux saisons avec Vichy.
Durant l'été 2015, malgré la fusion de Vichy et Clermont, il est conservé dans l'effectif du nouveau club de la Jeanne d'Arc Vichy-Clermont Métropole Basket.
Le 11 juin 2016, il annonce qu'il reste à Vichy-Clermont.
Il rejoint le Pays des Olonnes Basket pendant l'été 2018. En juin 2020 il prolonge son contrat alors que le club, qui adopte le nom "Les Sables Vendée Basket" (LSVB) obtient sa promotion en N1M pour la saison 2020-2021.

## Carrière
- 1997-2003 :  Effort du Morne-Vert (région Martinique) en parallèle Sélection Martinique
- 2004-2006 :  Olympique d'Antibes (Pro B)
- 2006-2007 :  BC Boncourt (D1)
- 2007-2009 :  ALM Évreux (Pro B)
- 2009-2010 :  GET Vosges (NM1)
- 2010-2012 :  UJAP Quimper 29 (Pro B)
- 2012-2015 :  JA Vichy (NM1)
- 2015-2018 :  JA Vichy-Clermont (Pro B)
- 2018- :  Pays des Olonnes (qui devient Les Sables VB en 2020) (NM2 puis NM1)

## Vie privée
Il est le frère aîné de Mathias Lessort.